# 加泰罗尼亚
加泰隆尼亞（發音：[kətəˈluɲə] ⓘ，發音：[kataˈluɲa] ⓘ，發音：[kataˈluɲa]），或称加泰羅尼亞，是位於伊比利亞半島東北部的地區，為西班牙的自治區之一，首府巴塞隆納，下轄巴塞隆納、萊里達、赫羅納、塔拉戈納等4省。其与安道尔、法国接壤，全境面積32,106平方公里，人口约為7,571,000人。加泰隆尼亞在中世紀為阿拉貢王國的重要組成部分，今日相對於西班牙其他地區，在文化發展上具有一定自主性，是西班牙經濟較為發達、獨立意識也較鮮明的地區。加泰隆尼亞語與同屬於印歐語系拉丁語族的西班牙語皆為該自治區的官方語言。加泰隆尼亞政府主席為該地區最高領導人，由當地議會選舉產生。
2017年10月1日，加泰隆尼亞政府舉行獨立公投，在未經西班牙政府允許的情況下通過，但未在公投結果出爐後立即宣布建國。加泰隆尼亞與西班牙兩方經過數週爭執與斡旋後，加泰隆尼亞議會於同月27日正式以大比數通過「建國投票」，宣布脱离西班牙独立，定國名為“加泰罗尼亚共和国”；另一方面，在該投票案通過約半個小時後，西班牙參議院表決通過首相拉霍伊的提案，根據《西班牙憲法》第155條凍結加泰隆尼亞自治權，解散並接管加泰隆尼亞政府，至2018年6月2日才解除。

## 詞源
「加泰隆尼亞」（Catalunya）名稱的使用起自11世紀末，用於稱呼西班牙邊區（西班牙語：Marca Hispanica）內的眾邦國。此名的起源有不同解釋：
- 一種理論認為，加泰隆尼亞來自「眾城堡之地」[10]，是從一詞派生而來，意為「城堡的統治者」（castellan）[11]。此理論認為卡斯提亞與加泰隆尼亞的名稱具有相同的詞源。
- 另一種理論則認為，加泰隆尼亞的名稱來自（或），意為「哥德人之地」；而西班牙邊區最初被稱為，因而推論此名漸次變體為、與[12][13]。
- 此外，尚有一種公認的理論認為與，一個居住在伊比利半島古代部族有關。可能受到羅馬人的影響，該部族的名稱經過語音易位後轉變成、再轉變成（意指加泰隆尼亞人）[14][15]。

## 历史

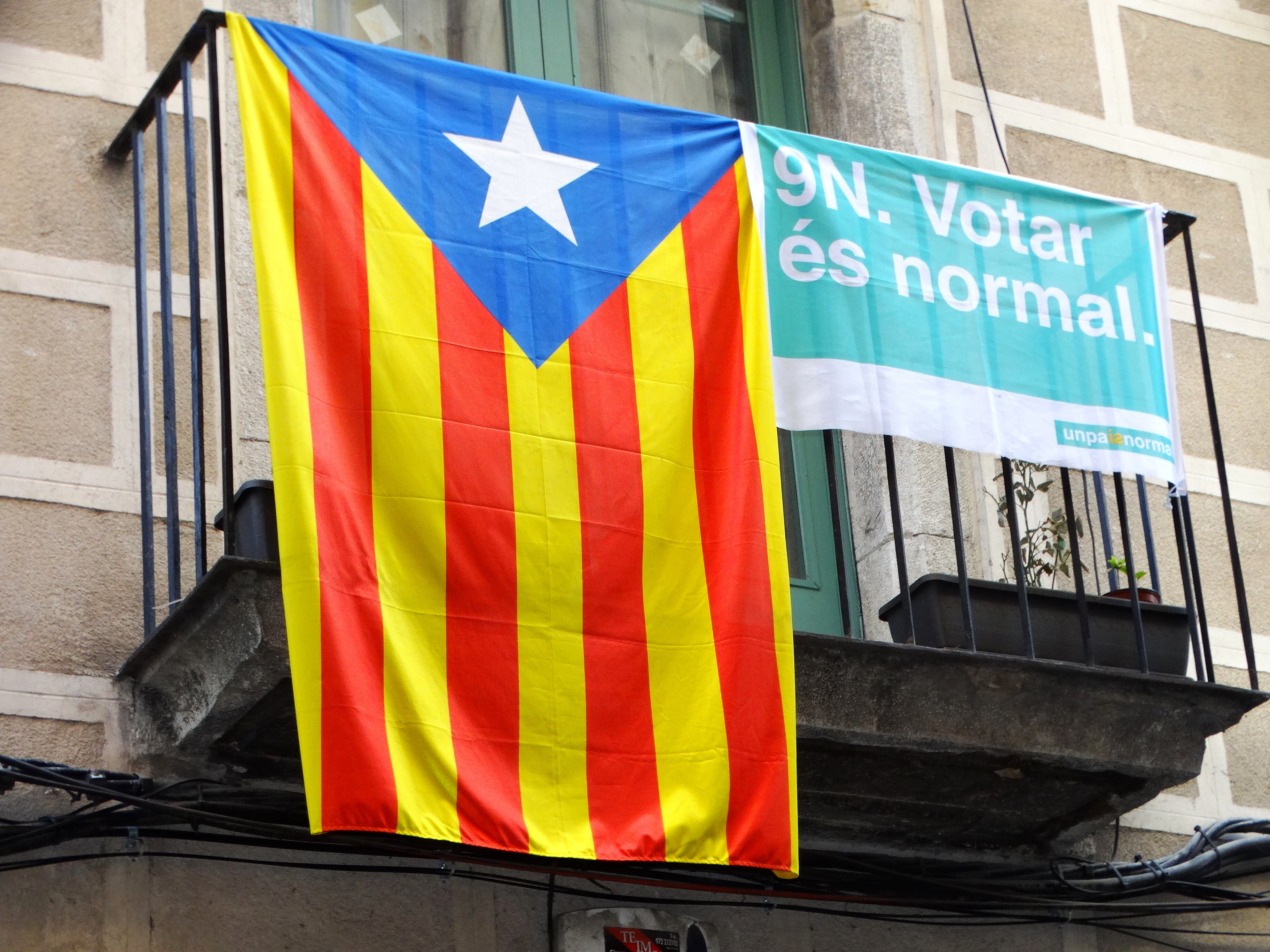
象徵加泰隆尼亞共和國的星條旗 (Estelada)，由當地獨派廣泛使用。
圖為獨派居民將其懸挂在自家露台。

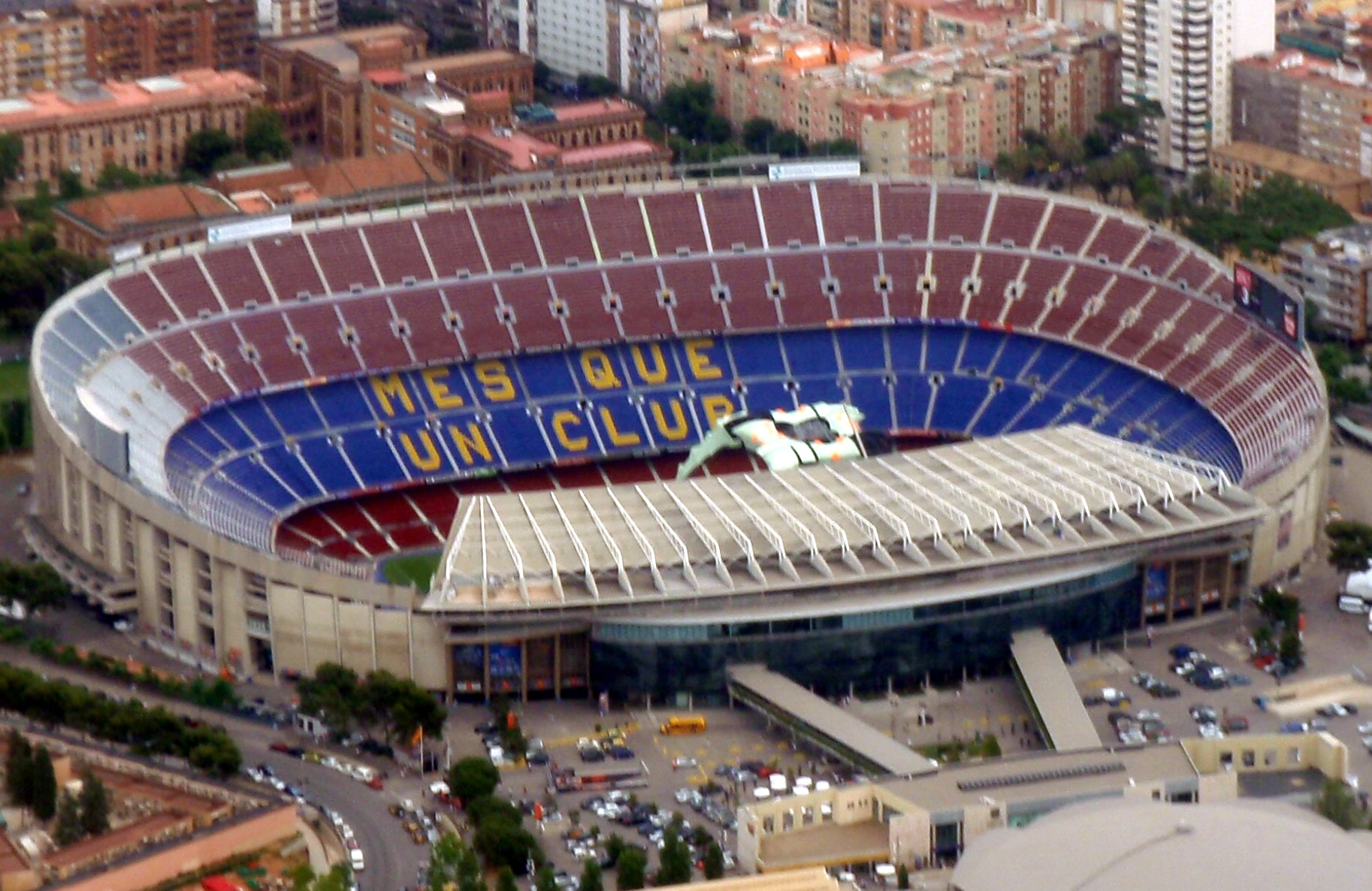
位於巴塞隆納的魯營球場，是歐洲最大的足球場

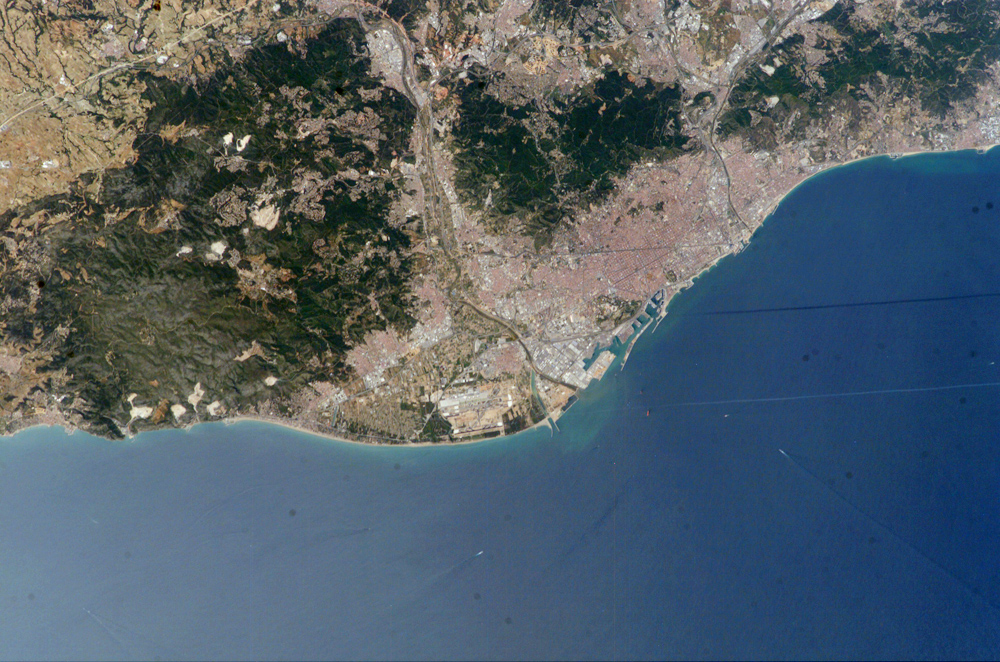
空拍巴塞隆納

利維亞山區

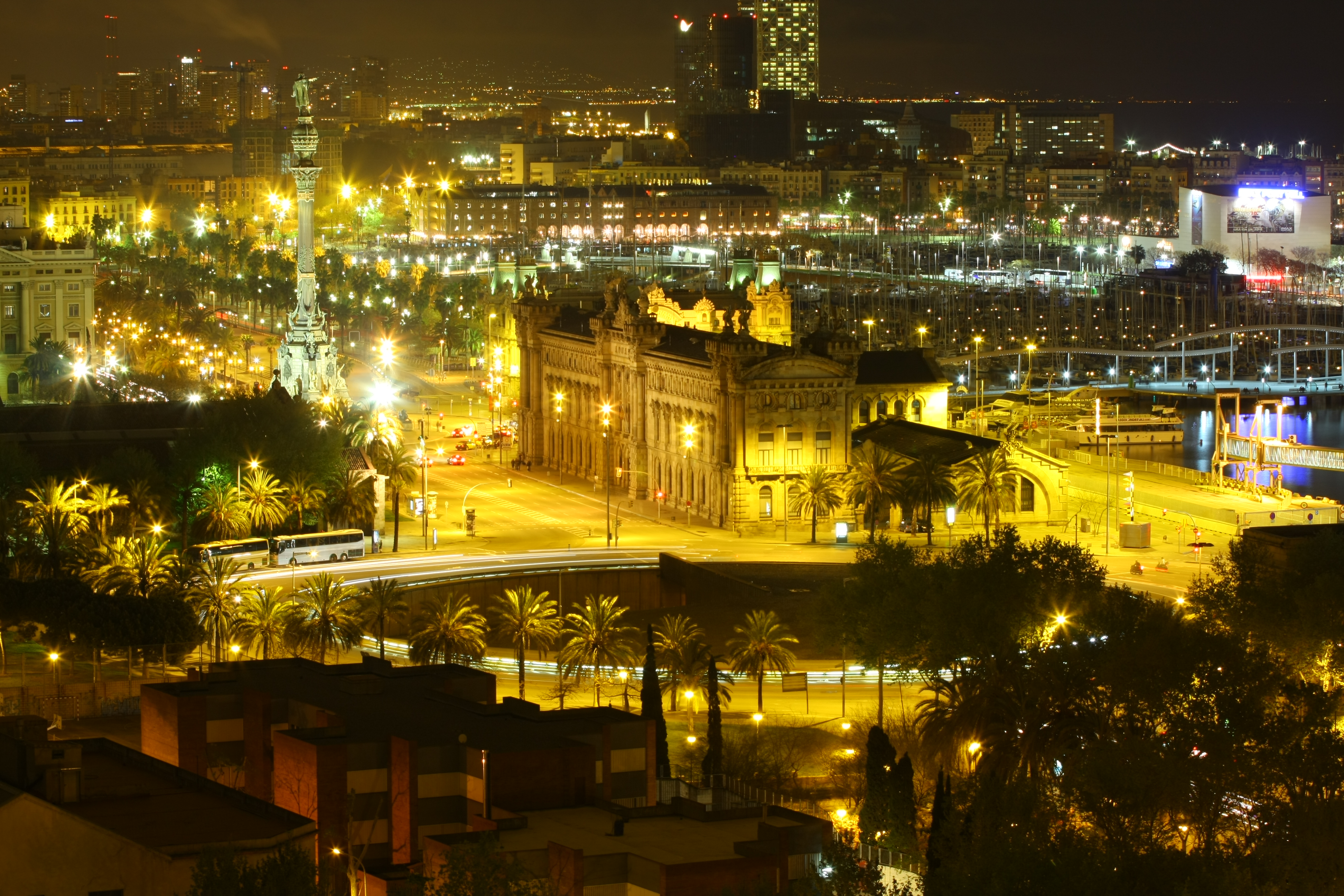
巴塞隆納舊港

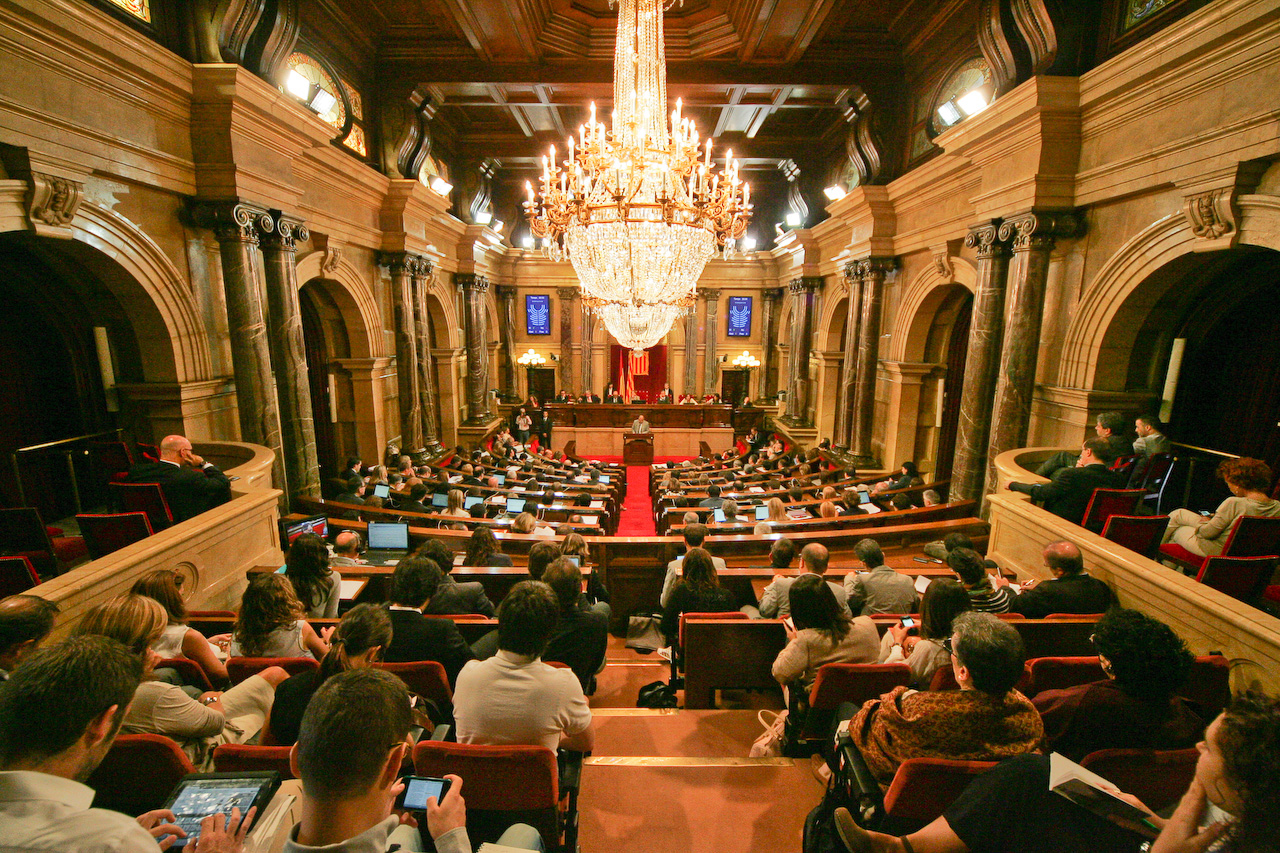
加泰隆尼亞議會

一如其他在伊比利半島上靠地中海的地區，加泰隆尼亞也曾為希臘人與迦太基人殖民地。在迦太基人被羅馬共和國擊敗後，加泰隆尼亞之後成為羅馬帝國塔拉哥納行省的一部分，而塔拉戈納則是最重要的城市。
羅馬帝國崩潰後，此處落入哥德人之手，在其後的兩個半世紀為西哥特王國所統治。公元718年，北非穆斯林勢力佔據該地，成為倭馬亞王朝中安達盧斯的一部分。西元732年，阿卜杜勒·拉赫曼敗於圖爾戰役，法蘭克王國先於760年佔據魯西永（北加泰隆尼亞），後在801年奪取巴塞隆拿。795年開始，查理大帝在此設立多個封地，作為法蘭克王國與倭馬亞王朝的緩衝區。
加泰隆尼亞慢慢為巴塞隆拿伯爵所控制，其獨特文化在中世紀逐漸形成。988年，巴塞隆拿伯爵博雷利二世拒絕承認當時的法蘭克王國國王于格·卡佩，使伯爵的繼承者成為實際上獨立的加泰隆尼亞君主。1137年，巴塞隆拿伯爵拉蒙貝倫格爾四世迎娶了阿拉貢王國的女王彼得羅妮拉。自此加泰隆尼亞與阿拉貢王國合組阿拉貢聯合王國，成為聯合王國之內的一個親王國。加泰隆尼亞憑著靠海的優勢，成為王國在地中海擴張勢力的基地。另一方面，在巴塞隆拿伯爵的推動下，加泰隆尼亞文學在12世紀出現，並於其後幾個世紀篷勃發展。
中世紀的黑死病和鼠疫之肆虐令王國大受打擊，加泰隆尼亞的人口於1347年至1497年之間減少了37%。
1469年，卡斯蒂利亞女王伊莎貝拉一世和阿拉貢聯合王國國王斐迪南二世結婚，標誌了西班牙王國的誕生，但在此時阿拉貢與卡斯蒂利亞仍然保有各自的傳統與政治體制。然而政治權力之後卻漸漸向卡斯蒂利亞傾斜，進一步形成了以其為中心的西班牙王國。
在隨後的幾個世紀，作為阿拉貢故地的加泰隆尼亞持續在地方衝突中喪失自主權，權力愈加集中於馬德里的中央政府。
1640年加泰因為西班牙和法蘭西王國在三十年戰爭中長期榨壓當地的資源而暴動，隔年在法國支持和保護下成立了加泰隆尼亞共和國，繼而爆發收割者戰爭。18世紀初西班牙王位繼承戰爭，獲法國支持的波旁王朝的腓力五世成為西班牙國王後，取消加泰隆尼亞自治政府，並禁止以加泰隆尼亞語為官方語言。
1807年拿破崙戰爭時期，法蘭西第一帝國皇帝拿破崙一世入侵波旁西班牙及葡萄牙帝國本土，半島戰爭爆發，法軍佔領了加泰隆尼亞及西班牙大部份腹地，拿破崙將加泰隆尼亞直接吞併成為法國的一部份，第六次反法同盟后西班牙重新奪回加泰隆尼亞。19世紀後期，加泰隆尼亞成為了工業中心，至今仍為西班牙重要的工業地帶。20世紀初，加泰隆尼亞取得了不同程度的自治權。1933年，加泰隆尼亞重建自治政府，但1939年佛朗哥在西班牙內戰中勝利後再次取消加泰隆尼亞的自治、並禁用加泰隆尼亞語，打壓加泰隆尼亞民族。佛朗哥逝世後，西班牙由佛朗哥的法西斯統治時期進入民主轉型期，加泰隆尼亞依照新的1978年《西班牙憲法》重新建立了自治政府，是為一個自治區。
2006年6月17日加泰罗尼亚舉辦地方自治權擴張的公民投票，結果贊成比例達73.9%。2010年西班牙政府食言拒絕按公投結果下放權力。當地人口約佔西班牙全國的十分之一，但貢獻了全國20%以上的總稅收，由此不平衡造就了當地獨立的情緒。

### 独立运动
2014年11月9日，加泰隆尼亚举办象徵性的独立公投，共有两百二十万人上街投票（投票率约40%）。其中，80.7%赞成完全脱离西班牙独立，11.1%赞成与西班牙组成联邦，4.6%赞成维持统一。
2015年加泰隆尼亚举行议会选举。9月28日，投票结果开出，支持加泰隆尼亚独立的政党联盟「一起说是」在135席次中拿下62席次，加上亦支持独立的左翼政党「人民团结候选人」拿下10席，支持独立的势力在议会中过半。11月9日，加泰隆尼亚自治区议会以72比63表决通过独立决议，30天内即可建立加泰隆尼亚共和国的基本法律与财政体系，最快18个月後（即2017年）就能够独立建国。但西班牙首相拉霍伊坚决反对，表示此举违反国家宪法，将诉诸宪法法庭。11月11日，西班牙宪法法庭响应霍伊的要求，11位法官一致反对加泰隆尼亚的独立决议，裁决加泰隆尼亚必须暂停此独立决议，直到案件的听证阶段结束，估计至少5个月。但加泰隆尼亚通过的独立决议中已包括宪法法庭并无裁决权，加泰隆尼亚政府迅速回应，表示会继续按计划推动独立。西班牙宪法法庭恐吓加泰隆尼亚政府主席马斯与议长福加德尔等人，此举可能构成藐视法庭罪；拉霍伊亦表示法庭诉讼只是西班牙政府阻止加泰隆尼亚独立的措施之一，扬言取消加泰隆尼亚的自治权。
2016年9月11日，一共有约80万民众在加泰罗尼亚民族日於各个城市参加集会，单在巴塞罗那就有超过50万人走上街头，要求加泰罗尼亚独立。
在西班牙政府的强力反对下，加泰隆尼亚自治区政府仍宣布将於2017年10月1日举行独立公投。根据2017年7月4日加泰隆尼亚议会独派党团的协商结果，这次的独立公投将采简单多数决，也不设立投票率门槛。若是公投遭到否决，加泰隆尼亚政府将立即解散改选；但公投成功过关，那麽加泰隆尼亚政府将在48小时内宣布「独立」，脱离西班牙王国。
根据2017年9月加泰隆尼亚政府的民意调查，49.4%的加泰隆尼亚人反对独立，41.1%的加泰隆尼亚人赞成独立。
2017年9月6日，加泰隆尼亚议会以72票赞成、11票弃权、52位议员退席抗议的大比数通过独立公投议案，11日适逢加泰隆尼亚民族日，百万人走上巴塞隆纳街头高喊独立。
西班牙政府激烈反对，恐吓将控告支持举行独立公投的官员并取消加泰隆尼亚的自治权，引来反弹。
2017年10月1日，举行独立公投，投票率43.03%，经五小时开票後结果揭晓，530万选民中有226万2,424人投票，90.9%的选民支持加泰隆尼亚独立建国，而有7.8%的选民反对。加泰隆尼亚原本预计在10月10日经议会认可公投结果後宣布独立，但主席卡莱斯·普吉德蒙在当日却宣布暂缓加泰罗尼亚独立进程，并寻求与西班牙政府谈判。

#### 加泰罗尼亚宣布独立后
2017年10月27日，正当西班牙参议院准备通过〈宪法155条〉冻结加泰隆尼亚自治权、强行解散自治政府的同时，加泰隆尼亚议会终於提出「建国投票」，并在统派议员全体退席抗议的状态下，以70张同意、10票反对、2票废票的状态下，通過《加泰羅尼亞獨立宣言》草案，确认独立建国，国名为加泰罗尼亚共和国。在此決議的半個小時後，西班牙政府启动强制措施，解散加泰议会，由中央政府全面接管，并在12月21日进行新的区域选举。
新的区域选举中，独派阵营总共拿下70席稳健过半，统派阵营只拿下57席，其後西班牙首相拉霍伊呼吁新选出的加泰罗尼亚议会要在1月17日以前组成地方政府，并警告如果分离主义者再次违法，他将毫不迟疑地再次启动宪法第155条权力，由中央政府介入加泰罗尼亚的政务。但其後一度陷入僵局，因為獨派政黨欲重新任命普吉德蒙為主席。6月2日，加泰隆尼亞恢復自治，普吉德蒙的親信奎姆·托拉接任主席；同時，西班牙政府因拉霍伊涉貪污被議會罷免而改組，工人社會黨黨魁佩德羅·桑切斯接任總理。
2019年10月14日，加泰隆尼亞獨派領袖審訊中，9名獨派領袖被西班牙最高法院判处9至13年监禁，另有3人被罚款，引发2019年加泰隆尼亞示威。

#### 世界各政府的反应
- 中华人民共和国：中华人民共和国外交部发言人华春莹在新闻发布会上回应：中方认为这是西班牙的内政，理解并支持西班牙政府维护国家统一、民族团结和领土完整所做努力，反对分裂国家、破坏法治的行为。中西是友好国家，我们将继续秉持相互尊重主权和领土完整、互不干涉内政原则，同西班牙发展各领域友好合作关系[38]。
- 中華民國：中華民國外交部表示，中華民國政府盼西班牙政府及加泰隆尼亞自治區政府能透過和平對話，化解歧見[39]。
- 日本：日本外務省外務報道官表示，日本政府尊重西班牙政府的政策，希望該事件能在西班牙國內法架構下解決[40]。
- 美国：加泰罗尼亚是西班牙整体的一部分，美国支持西班牙政府采取宪法措施，维护西班牙的强大和团结[41]。
- 欧盟：欧盟理事会主席图斯克表示：欧盟不会承认加泰罗尼亚的独立，西班牙将继续是我们唯一的对话夥伴，同时呼吁马德里不要使用武力[42]。
- 德国：德国政府发言人塞伯特（Steffen Seibert）在一份声明中称，西班牙的主权和领土完整不可侵犯，德国政府支持西班牙首相恢复宪政秩序的立场[42]。
- 法國：法国欧洲事务部长纳塔莉·卢瓦索表示，如果加泰罗尼亚单方面宣布独立，法国不会承认。加泰罗尼亚脱离西班牙，会同时意味他们离开欧盟[43]。
- 英国：英国首相府发言人表示：英国现在和未来都不会承认由加泰罗尼亚地方议会单方面宣布的独立，我们的根据是，西班牙法院已经宣布这是一次非法投票，我们希望能维护法治尊严，尊重西班牙宪法，保持西班牙的统一[44]。
  -  苏格兰：苏格兰内阁文化、旅游、外事大臣希斯罗普（Fiona Hyslop）表态称，「西班牙有权反对独立，但同时加泰罗尼亚民众必须有能力来决定自己的未来」。她还表示，“直接接管不是问题的解决方案，这应该引起世界各地民主人士的关切。”
- 俄羅斯：俄罗斯外交部发声明表示，称该问题属于西班牙内政，希望双方通过在法律框架内对话解决问题。俄罗斯曾多次表示，外界不应对加泰罗尼亚问题进行干预。

#### 加泰罗尼亚企业的反应
加泰罗尼亚企业不看好独立，因为独立之后就不属于欧盟，所以，加泰罗尼亚第一大银行（西班牙第三大银行）凱克薩銀行以及加泰罗尼亚第二大银行（西班牙第五大银行）薩瓦德爾銀行是最早宣布出走的企业，其他的企业也纷纷出走，从2017年10月1日到年底，已有超过3000家企业搬离加泰罗尼亚。

#### 塔巴尼亚

塔巴尼亞的旗幟。

塔巴尼亚國旗草案。

塔巴尼亚是反對加獨人士的倡議（同時帶有諷刺意味），意為巴塞隆纳到塔拉戈纳的地帶要从加泰隆尼亚独立出来，而主张独立的人用  代表塔拉戈纳（Tarragona），用  代表巴塞隆纳（Barcelona），用  代表加泰隆尼亚，塔巴尼亚 成为一个新的地区，一个要从加泰隆尼亚独立出来的地区。主张塔巴尼亚的支持者认为塔巴尼亚是做生意、金融、贸易、旅游业的地区，大多数巴塞隆纳跟塔拉戈纳的人想要继续留在西班牙，所以在2017年12月21日选举中投给反独立的政党，但是，选举的计算席位的方式不公平，巴塞隆纳人在加泰隆尼亚自治区议会赢得一个席位需要46000张选票，萊里達（Lleida）乡下地区的人在议会赢得一个席位只需要20000张选票，而且，巴塞隆纳人缴给加泰隆尼亚自治区政府的税里面有32%被用到加泰隆尼亚的贫穷地区，没有回馈到巴塞隆纳，所以，必须要独立才能避免乡村拖累城市。

## 經濟
加泰隆尼亞是西班牙經濟上最繁榮的地區。加泰隆尼亞僅佔全國15%的人口，但總產值佔20%，出口佔25%。

### 農業
加泰隆尼亞自治區土地肥沃、農產豐饒。雖然只有3%的農業人口，但卻成果豐碩。基本作物有橄欖、葡萄、蘋果和梨，生產杏仁和榛子，山區種植玉米和馬鈴薯，沿海沼澤是稻米配載區。此地還種植栓皮櫟樹，生產的軟木可供出口。

### 工業
加泰隆尼亞的工業化程度很高，工業產值佔全國1/4以上。礦產有鉀鹽與褐煤，海上開採石油。傳統工業以紡織業為主，機械、化工和食品等工業的重要性已經超過紡織業。巴塞隆納建有全國最大的汽車廠。電力方面，火電、水電和核電並舉，在塔拉戈納省已有3座核電站在運轉。

### 第三產業
加泰隆尼亞自治區的第三產業的地位大幅提高，旅遊業尤為興旺，各類旅館五千多家，床位25萬張。這裡500多千米的海灘是歐洲享有盛譽的旅遊勝地。各種各樣的人文景觀和自然風光每年吸引遊客1,600萬人。

## 體育
加泰隆尼亞的首府巴塞隆納曾主辦1992年夏季奥林匹克运动会。出生於巴塞隆納的胡安·安东尼奥·萨马兰奇（Joan Antoni Samaranch i Torelló）從1980年至2001年擔任第七任國際奧會主席。
加泰隆尼亞地區足球風氣盛行，有三支西班牙甲組足球聯賽足球隊分別是巴塞隆納足球俱樂部、皇家西班牙人體育俱樂部与赫罗纳足球俱乐部。其中巴塞隆納足球俱樂部也有自己的籃球隊與手球隊。位於巴塞隆納的魯營球場是歐洲第一大的足球場，可容納99,354人。巴塞隆納足球俱樂部與位於馬德里的皇家馬德里足球俱樂部的對戰組合稱為西班牙德比或國家德比，因為兩隊實力相當且因地理、政治等其他因素，每次對戰吸引全球數以億計的觀戰人數，是全球最重要的足球體育賽事之一。
皇家西班牙人由於政治立場影響，與代表西班牙本土的皇家馬德里十分友好，但對於代表加泰隆尼亞的巴塞隆納則十分仇視。
儘管西甲官方要脅如果加泰隆尼亞分離出去就無法留在西甲角逐，可能要自組聯賽或轉戰法甲，巴塞罗那球隊及球迷仍然擁護加泰隆尼亞民族主義，如球迷在2015年歐冠決賽時高舉加泰隆尼亞獨立星旗和「加泰隆尼亞不是西班牙」的標語使球會被罰3萬歐元，2015－16歐冠賽季及同期國內聯賽期間再因為球迷在主場高舉加泰隆尼亞旗幟、2015年國王盃與毕尔巴鄂竞技對西班牙國歌予以噓聲，被罰15萬歐元。球隊方面多次抗議並斥責西班牙政府與歐洲足協打壓言論自由。

## 外部連結
- 加泰隆尼亞政府（页面存档备份，存于）
- 加泰隆尼亞統計局（页面存档备份，存于）

## 其他條目
- 巴塞隆拿足球會
- 令旗 (旗幟)
- 收割者
- 加泰罗尼亚语
- 加泰隆尼亞人
- 加泰隆尼亞語地區
- 加泰隆尼亞獨立運動
- 加泰隆尼亞自決公投
- 加泰隆尼亞議會
  - 加泰羅尼亞政黨列表
- 2017年加泰隆尼亞獨立公投